# بطولة العالم لسباق الدراجات على الطريق 2018 – سباق الزمن للسيدات
بطولة العالم لسباق الدراجات على الطريق 2018 – سباق الزمن للسيدات (بالإنجليزية: 2018 UCI Road World Championships – Women's time trial)‏ هو سباق دراجات هوائية، وهو الموسم رقم 25 من السباق، وأقيم في 25 سبتمبر 2018، وامتدّ لمسافة 27.8 كيلومتر، وهو أحد سباقات بطولة العالم لسباق الدراجات على الطريق 2018، وهو من نوع سباق الدراجات، وقد شارك في السباق 52 متسابقاً ووصل إلى نهايته 51 متسابقاً.
فاز فيه بالمركز الأول أنيميك فان فليوتن، وبالمركز الثاني أنا فان دير بريغين، وبالمركز الثالث إيلين فان دايك.

## التصنيف العام النهائي
| \| التصنيف العام \| التصنيف العام \| التصنيف العام \| التصنيف العام \| التصنيف العام \| \| العداء \| العداء \| الفريق \| الوقت \| \| \| ------------- \| ------------------ \| ---------------------------------------------------------------------- \| ------------- \| ------------- \| \| 1 \| أنيميك فان فليوتن \| 2018 فريق هولندا لركوب الدراجات [لغات أخرى]‏ \| 34 د 25 ث \| \| \| 2 \| أنا فان دير بريغين \| 2018 فريق هولندا لركوب الدراجات [لغات أخرى]‏ \| + 29 ث \| \| \| 3 \| Ellen van Dijk \| 2018 فريق هولندا لركوب الدراجات [لغات أخرى]‏ \| + 1 د 25 ث \| \| \| 4 \| ليا كيرشمان \| فريق كندا لركوب الدراجات للرجال 2018‏ \| + 1 د 27 ث \| \| \| 5 \| ليا توماس \| فريق الولايات المتحدة لسباق الدراجات الهوائية للرجال 2018 [الإنجليزية]‏ \| + 1 د 32 ث \| \| \| 6 \| لوسيندا براند \| 2018 فريق هولندا لركوب الدراجات [لغات أخرى]‏ \| + 1 د 43 ث \| \| \| 7 \| أمبر نبين \| فريق الولايات المتحدة لسباق الدراجات الهوائية للرجال 2018 [الإنجليزية]‏ \| + 1 د 48 ث \| \| \| 8 \| كارول آن كانويل \| فريق كندا لركوب الدراجات للرجال 2018‏ \| + 2 د 16 ث \| \| \| 9 \| إليسا ونغو بورغيني \| فريق إيطاليا لركوب الدراجات للرجال 2018 [الإنجليزية]‏ \| + 2 د 17 ث \| \| \| 10 \| تايلر وايلز \| فريق الولايات المتحدة لسباق الدراجات الهوائية للرجال 2018 [الإنجليزية]‏ \| + 2 د 31 ث \| \| |                    |                                                            |            |  |
| |                    |                                                            |            |  |
| مصدر: ProCyclingStats |                    |                                                            |            |  |
| التصنيف العام |                    |                                                            |            |  |
| العداء | العداء             | الفريق                                                     | الوقت      |  |
| 1 | أنيميك فان فليوتن  | 2018 فريق هولندا لركوب الدراجات ‏                           | 34 د 25 ث  |  |
| 2 | أنا فان دير بريغين | 2018 فريق هولندا لركوب الدراجات ‏                           | + 29 ث     |  |
| 3 | Ellen van Dijk     | 2018 فريق هولندا لركوب الدراجات ‏                           | + 1 د 25 ث |  |
| 4 | ليا كيرشمان        | فريق كندا لركوب الدراجات للرجال 2018‏                       | + 1 د 27 ث |  |
| 5 | ليا توماس          | فريق الولايات المتحدة لسباق الدراجات الهوائية للرجال 2018 ‏ | + 1 د 32 ث |  |
| 6 | لوسيندا براند      | 2018 فريق هولندا لركوب الدراجات ‏                           | + 1 د 43 ث |  |
| 7 | أمبر نبين          | فريق الولايات المتحدة لسباق الدراجات الهوائية للرجال 2018 ‏ | + 1 د 48 ث |  |
| 8 | كارول آن كانويل    | فريق كندا لركوب الدراجات للرجال 2018‏                       | + 2 د 16 ث |  |
| 9 | إليسا ونغو بورغيني | فريق إيطاليا لركوب الدراجات للرجال 2018 ‏                   | + 2 د 17 ث |  |
| 10 | تايلر وايلز        | فريق الولايات المتحدة لسباق الدراجات الهوائية للرجال 2018 ‏ | + 2 د 31 ث |  |

## وصلات خارجية
- الموقع الرسمي
- لمحة عن سباق بطولة العالم لسباق الدراجات على الطريق 2018 – سباق الزمن للسيدات على موقع  ProCyclingStats   (برو  سايكلنج  ستاتس) - إحصاءات  محترفي  الدراجات.

- بطولة العالم لسباق الدراجات على الطريق 2018 – سباق الزمن للسيدات على موقع إحصائيات الدراجات الإحترافية (الإنجليزية)